# Maločlenarji
Maločlenarji (znanstveno ime Oligomeria) so opuščen takson živali, ki so ga po starejši klasifikaciji (najbolj znan tak sistem je bil Hadžijev) obravnavali na rangu debla. Združeval je živali, pri katerih je sekundarno prišlo do procesa zmanjševanja števila telesnih členov (oligomerizacija) in tudi siceršnje poenostavitve telesne zgradbe. Pripadniki so največkrat zvezdasto simetrične živali, pritrjene na podlago ali planktonske.
Po danes uveljavljenem mnenju je skupina parafiletska, saj združuje živali po podobni telesni zgradbi in ne po sorodnosti. Kot taka je v sodobni klasifikaciji neustrezna, skupine, ki so jih nekoč združevali v mnogočlenarje, pa obravnavamo kot samostojna debla.